# 卡蒂埃徑
卡蒂埃徑（英語：Sir George-Étienne Cartier Parkway），前稱石崖徑（Rockcliffe Parkway），是加拿大安大略省渥太華的一條林蔭公路。

## 道路概述
該道路始於修適士徑盡頭，沿渥太華河穿過石崖公園，經過加拿大航空航天博物館。經過下鴨島（Lower Duck Island）約200公尺後，向南轉向，經過174號區道，止於聖約瑟大道夾熊溪道（Bearbrook Road）路口。
2015年，該道路更為現名，以紀念加拿大聯邦之父乔治-艾蒂安·卡蒂埃爵士。